# Willem Willems (politicus)
Willem Willems (Muizen, 30 oktober 1878 - Mechelen, 22 maart 1965) was een Belgisch politicus voor de BWP / BSP.

## Biografie
Willems was in dienst van de NMBS.
Hij werd in 1932 verkozen tot gemeenteraadslid van zijn geboorteplaats. Van 27 juni 1935 tot 12 maart 1938 was hij er schepen van openbare werken. Daarop aansluitend was hij tot 1 januari 1939 burgemeester. Na de Duitse bezetting tijdens de Tweede Wereldoorlog werd hij van 4 september 1944 tot 6 juni 1945 aangesteld als schepen van openbare werken en was hij daarop aansluitend tot 1958 burgemeester. Hij werd opgevolgd door Jan Baptist Van Langendonck in dit mandaat.
Tevens zetelde hij van 26 april 1954 tot 7 oktober 1954 in de Belgische Senaat als provinciaal senator voor de provincie Brabant. Na zijn ontslag werd hij opgevolgd door Charles Solau.
Hij was de vader van voormalig senator Charles Willems.